# Necesidad
Necesidad es el estado de un ser en que se halla en carencia de un elemento, y su consecución resulta indispensable para vivir en un estado de bienestar corporal (y a veces espiritual) pleno. Las necesidades se diferencian de los deseos en que el hecho de no satisfacerlas produce resultados negativos evidentes, como puede ser una disfunción de algo o incluso el fallecimiento del individuo. Pueden ser de carácter fisiológico, como respirar, hidratarse o nutrirse (objetivas); o de carácter psicológico, como la autoestima, el amor o la aceptación (subjetivas).
«Las necesidades son la expresión de lo que un ser vivo requiere indispensablemente para su conservación y desarrollo. En psicología la necesidad es el sentimiento ligado a la vivencia de una carencia, lo que se asocia al esfuerzo orientado a suprimir esta falta, a satisfacer la tendencia, a la corrección de la situación de carencia.»
Para una organización, una necesidad es aquello que precisa para cumplir o alcanzar un objetivo determinado.

## Enfoque económico y empresarial
En el marketing y los recursos humanos, una necesidad para una persona es una sensación de carencia unida al deseo de satisfacerla. Por ejemplo, la sed, el hambre y el frío son sensaciones que indican la necesidad fisiológica de agua, alimento y calor, respectivamente.
Un deseo es un capricho que toma la forma de un producto, marca o empresa. Por ejemplo, si se tiene sueño y se siente la necesidad de dormir, se desea una cama cálida y confortable para satisfacer dicha necesidad. Las necesidades no se crean, lo que se crea o fomenta es el deseo. El papel del marketing es inducir necesidades, que puedan transformarse en oportunidades de negocio, producir satisfactores (productos y/o servicios), y despertar el deseo por dichos productos o servicios, es decir convencer al consumidor que la mejor opción para satisfacer dicha necesidad es el satisfactor desarrollado por la empresa.
Desde este enfoque, las necesidades tienen las siguientes características:
- Son Ilimitadas en cantidad: La sociedad humana está en desarrollo y el mundo puede transformarse a pequeña y gran escala con el paso del tiempo,

Con los cambios van surgiendo nuevas necesidades
- Son limitadas en capacidad:  Una necesidad satisfecha deja de ser necesidad.

- Son concurrentes o excluyentes: Cuando se presentan dos o más necesidades al mismo tiempo y como no es posible satisfacerlas en forma simultánea, entonces el ser vivo prioriza aplacando primero las más urgentes o apremiantes y después las de menor urgencia.
- Son complementarias: Cuando satisfacer una necesidad implica resolver otras en función de la primera

Por ejemplo: la necesidad de alimentarse implica la necesidad de contar con comida, vajilla (en caso de desearla), cocina (para algunos alimentos)
- Son sustituibles: Puesto que hay diversas formas de satisfacer una misma necesidad. Por ejemplo, tengo la necesidad de desconectarme, me surge el deseo de recrearme asistiendo al cine, pero, como se agotaron las entradas, rentaré la película y la veré en casa.

- Tienden a fijarse: Porque una vez satisfecha una necesidad que antes no teníamos, se puede convertir en un hábito o costumbre en nuestra vida venidera. Por ejemplo: el consumo de alcohol (vino, licores, aguardientes), de ansiolíticos, de estimulantes, de alucinógenos, de relajantes, de antidepresivos.

- Son inducibles: Hay objetos que son sustituidos por otros que realizan la misma función.

### Cualidades de las necesidades
Esenciales
- Calidad: Cuando se habla de calidad como característica esencial de la necesidad, debe entenderse que se refiere al conocimiento innegable que el sujeto posee sobre el bien genérico y útil o adecuado que ha de satisfacerla.
- Cantidad: Supone que el sujeto puede inferir por tanteo, y aún medir con cierta precisión, qué cantidad de bienes serán necesarios para saciar su necesidad.

Ocasionales
- Intensidad: La necesidad será más intensa en la medida en que el problema parezca más complejo o sean menores las posibilidades de satisfacerla.

### Tipos de necesidades
En función de su disponibilidad, se puede distinguir entre necesidades libres y necesidades económicas. Las necesidades libres son aquellas que se cubren sin esfuerzo dada su gran abundancia (la luz solar, el aire, etc.), mientras que las necesidades económicas se satisfacen a partir de una serie de esfuerzos (sembrar, cosechar, construir, etc.). En economía, las necesidades se consideran infinitas e insaciables y abarcan todo aquello que hace falta para vivir en condiciones óptimas.
Para complacer al consumidor el productor debe:
- Conocer los tipos de necesidades
- Identificar el valor de la necesidad
- Identificar el bien o servicio adecuado para cubrir la necesidad[3]

## Derecho
En el Derecho la necesidad tiene relevancia en varias situaciones. Por ejemplo, en la cuestión de las prestaciones de alimentos uno de los elementos que toman en cuenta las leyes de cada país para determinar la existencia de la obligación a prestarlos y el monto de los mismos son las necesidades que tiene la persona beneficiaria de los alimentos.
El estado de necesidad de la persona puede ser una causa de eximición de responsabilidad penal y civil.

## Enfoque desde la psicología humanista

### Necesidades humanas según Maslow

Pirámide de Maslow : jerarquía de necesidades.

Abraham Maslow formula en su teoría una jerarquía de necesidades humanas y defiende que conforme se satisfacen las necesidades más básicas (parte inferior de la pirámide), los seres humanos desarrollan necesidades y deseos más elevados (parte superior de la pirámide).
Según Maslow, las necesidades humanas son:
- Necesidades básicas
- Necesidades de seguridad y protección
- Necesidades sociales (afiliación)
- Necesidades de estima (reconocimiento)
- Autorrealización

### Necesidades humanas fundamentales según Manfred Max-Neef
En el marco del desarrollo a escala humana ideado por Manfred Max-Neef, Antonio Elizalde y Martin Hopenhayn, las necesidades humanas se abordan desde una perspectiva ontológica (propia de la condición del ser humano) a través del cuestionamiento de cuáles son las necesidades humanas fundamentales cuya satisfacción determina la calidad de vida de las personas.
Para ello diferencia entre necesidades y satisfactores de dichas necesidades (por ejemplo, no considera alimentación y abrigo como necesidades, sino como satisfactores de la necesidad fundamental de subsistencia; y lo mismo ocurre con la familia, las caricias o hacer el amor, que los considera satisfactores de la necesidad de afecto). Y formula los dos postulados siguientes: 
- Las necesidades humanas son pocas, finitas y clasificables (a diferencia de la idea económica convencional que defiende que son infinitas e insaciables).

- Las necesidades humanas fundamentales son las mismas en todas las culturas y en todos los períodos históricos. Lo que cambia, a través del tiempo y de las culturas, es la manera o los medios utilizados para la satisfacción de dichas necesidades.

Max-Neef clasifica las necesidades humanas fundamentales en las siguientes:
- Subsistencia
- Protección
- Afecto
- Entendimiento
- Participación
- Ocio
- Creación
- Identidad
- Libertad

A diferencia de los postulados de Maslow, desde este enfoque se considera que en las necesidades humanas no existen jerarquías, sino que la persona es un ser de necesidades múltiples e interdependientes que se interrelacionan e interactúan. La simultaneidad, la complementariedad y la compensación (trade-off) son características del proceso de satisfacción de necesidades.